# 4. marinski vpadni bataljon (ZDA)
4. marinski vpadni bataljon (angleško 4th Marine Raid Battalion) je bil bataljon Marinskega korpusa ZDA, ki je bil specializiran za amfibijsko lahko-pehotno bojevanje in za delovanje za sovražnikovimi linijami.

## Organizacija
- Štab
- 1. strelska četa

- 1. vod
- 2. vod

- 2. strelska četa
- 3. strelska četa
- 4. strelska četa
- 5. strelska četa
- 6. strelska četa

## Poveljstvo
- podpolkovnik James Roosevelt (oktober 1942 - april 1943)
- major James R. Clark (april - maj 1943)
- podpolkovnik Michael S. Currin (maj - september 1943)
- major Robert H. Thomas (september 1943 - februar 1944)